# Clariallabes
Clariallabes és un gènere de peixos de la família dels clàrids i de l'ordre dels siluriformes.

## Taxonomia
- Clariallabes attemsi (Holly, 1927)
- Clariallabes brevibarbis (Pellegrin, 1913)
- Clariallabes centralis (Poll & Lambert, 1958)
- Clariallabes dumerili (David & Poll, 1937)
- Clariallabes heterocephalus (Poll, 1967)
- Clariallabes laticeps (Steindachner, 1911)
- Clariallabes longicauda (Boulenger, 1902)
- Clariallabes manyangae (Boulenger, 1919)
- Clariallabes melas (Boulenger, 1887)
- Clariallabes mutsindoziensis (Taverne & De Vos, 1998)[2]
- Clariallabes petricola (Greenwood, 1956)
- Clariallabes pietschmanni (Güntert, 1938)
- Clariallabes platyprosopos (Jubb, 1965)
- Clariallabes simeonsi (Poll, 1941)
- Clariallabes uelensis (Poll, 1941)
- Clariallabes variabilis (Pellegrin, 1926)[3][4][5][6][7][8][9]